# Kuno von Wülflingen
Kuno von Wülflingen (* um 1025/1030; † 16. Oktober 1092) war Graf von Wülflingen und Achalm, mit Stammsitz auf der Burg Wülflingen.

## Herkunft und Familie
Kuno (Cuno) war der Stammhalter unter den zehn Kindern von Graf Rudolf von Achalm und Gräfin Adelheid von Wülflingen, einer Schwester des Erzbischofs Hunfried von Ravenna und Tochter des Grafen Liutold von Mömpelgard. Kuno blieb zeitlebens unverheiratet und hatte stattdessen mit einer Leibeigenen namens Berta drei Söhne. Einer davon war Theoderich († 2. August 1116), der zunächst Prior des Reformklosters Hirsau und danach, von 1086 bis 1116, Abt des Konstanzer Klosters Petershausen war. In dieser Funktion war Theoderich ein treuer Unterstützer des Konstanzer Bischofs Gebhard III. und, ebenso wie sein Vater Kuno, ein Anhänger des Papstlagers während des Investiturstreits.

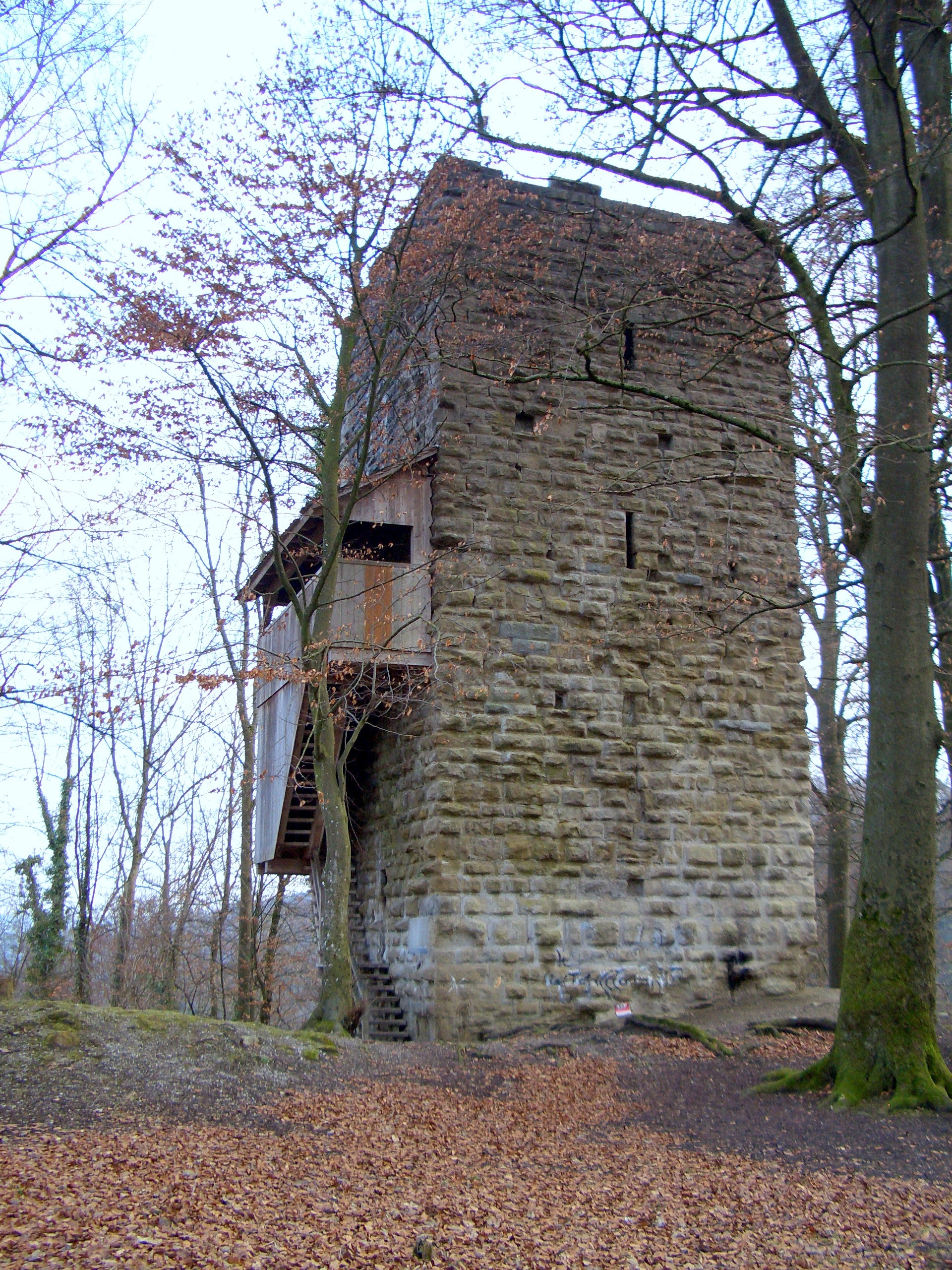
Burg Alt-Wülflingen, Stammsitz von Graf Kuno von Wülflingen

## Leben
Erstmals geschichtlich in Erscheinung trat Kuno, als er von Kaiser Heinrich III. den Auftrag erhielt, den rebellischen Bischof Gebhard III. von Regensburg 1055/1056 auf der Burg Wüflingen gefangenzusetzen.
Während des Investiturstreits zwischen dem deutschen Kaiser Heinrich IV. und Papst Gregor VII. unterstützten Kuno, sein Sohn Theoderich und sein Bruder Luitold das Papstlager. Kunos Brüder Egino und Werner dagegen standen auf der Seite des Kaisers, Letzterer als Bischof von Straßburg.

## Nachlass
1089 gründeten Kuno und sein Bruder Luitold das Kloster Zwiefalten. Als Anhänger des Papstlagers während des Investiturstreits schufen sie sich mit dem Kloster einerseits eine Rückzugs- und Begräbnisstätte, andererseits sicherten sie ihren Besitz, den sie größtenteils auf die Abtei übertrugen. Kuno verstarb am 16. Oktober 1092 im Kloster Zwiefalten.
| Personendaten    | Personendaten                  |
| ---------------- | ------------------------------ |
| NAME             | Kuno von Wülflingen            |
| KURZBESCHREIBUNG | Graf von Wülflingen und Achalm |
| GEBURTSDATUM     | um 1025 oder um 1030           |
| STERBEDATUM      | 16. Oktober 1092               |